# Отравительницы из Надьрева

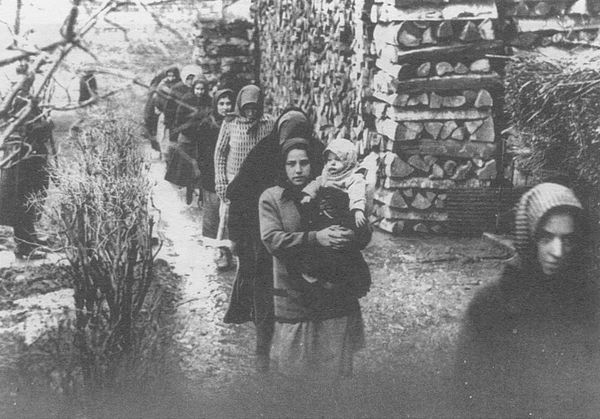
Осуждённые за отравления в Надьреве

Отравительницы из Надьрева, также известные как Отравительницы из-под Тисы (венг. Tiszazugi méregkeverők), в поп-культуре известные как Ангелоделы из Надьрева (англ. Angel Makers of Nagyrév) — группа женщин, проживавших в венгерской деревне Надьрев, которые с 1914 по 1929 год отравили почти всё мужское население деревни. Число жертв не установлено: по версии Белы Бодо, жертв было от 45 до 50, хотя называются цифры в 170 или даже 300 человек. Отравительницы подсыпа́ли в еду яд на основе алкалоидов красавки с добавлением мышьяка по советам знахарки по имени Жужанна Фазекаш (венг. Fazekas Gyuláné Oláh Zsuzsanna) (20 мая 1861—19 июля 1929), в девичестве Жужанна Олах (венг. Oláh Zsuzsanna).
События были увековечены в документальном фильме «Ангелоделы» (англ. The Angelmakers) и художественном фильме «Икота».

## Преступления
Фазекаш приехала в 1911 году под именем Жужанны Олах в Надьрев, а её муж, с её слов, пропал без вести. С 1911 по 1921 годы её судили 10 раз за проведение незаконных абортов, но в итоге оправдали по всем пунктам. Вскоре выяснилось, что Жужанну выдали замуж без её желания и мнения, а развод по венгерским законам и традициям тогда был запрещён вне зависимости от того, был ли осуждён муж за насилие в семье. В 1914 году в селе был зафиксирован случай смерти Юлиуса (Дьюлы) Фазекаша, который умер после обеда, съев гуляш.
Пока шла Первая мировая война, под деревней образовался лагерь военнопленных, где было много мужчин. Жёны, чьи мужья ушли на фронт, стали чаще и чаще вступать в интимную связь с иностранцами, и вскоре вырос спрос на аборты, из-за которых Фазекаш (она же Олах) и занималась подпольной деятельностью. Однако после возвращения мужей с фронтов факты совершённых измен необходимо было как-то скрыть. Фазекаш начала использовать своё влияние (в деревне её называли часто ведьмой) и стала сбывать некий яд, созданный из алкалоидов красавки с добавлением мышьяка (мышьяк добывался из липкой бумаги для ловли мух). Яд добавлялся в пищу и вино. Олах для показательной меры и совершила убийство своего пожилого мужа — Юлиуса Фазекаша.
Число убийств стало возрастать в деревне: женщины травили своих родителей, любовников, мужей и даже сыновей, избавляясь от непосильного бремени или пытаясь добраться до наследства как можно скорее, причём некоторые не раскаивались за совершённые действия. В связи с возросшей криминогенной обстановкой Надьрев прозвали «округом убийств». Поскольку у Фазекаш был двоюродный брат, заполнявший все свидетельства о смерти, доказать причастность этой женщины было попросту невозможно, к тому же у неё были связи с доктором в деревне.

## Арест
Историки называют три версии того, как удалось арестовать убийц и прекратить массовые отравления. 
По первой версии, сообщница Фазекаш, женщина по фамилии Сабо, была поймана с поличным двумя посетителями, которым удалось выжить после её предыдущей попытки отравить их. Она указала на некую Букеновески — ещё один псевдоним Фазекаш. 
По второй версии, студент-медик из соседнего города обнаружил огромное количество мышьяка в трупе на берегу реки, что стало поводом для расследования.
Венгерский и американский историк Бела Бодо придерживается третьей версии: в октябре 1929 года в полицию административного центра Сольнок пришло анонимное письмо от редактора местной газеты, в котором женщины из-под Тисы обвинялись в отравлении своих семей. Начальник полиции отправил двух своих подчинённых Бартока и Фриешку для выяснения обстоятельств случившегося, и один из выживших, который уже умирал от последствий отравления — дядя местной жительницы по фамилии Сабо — во время беседы в трактире посоветовал обратиться к священнику, который якобы знал правду об убийцах. Священник рассказал о сообщниках Олах-Фазекаш, в том числе и о местном фельдшере (о том, что Олах и Фазекаш — одно лицо, ещё не было известно), а также объяснил мотивы, которые побудили женщин заняться массовыми отравлениями. После встречи со священником Барток и Фриешка обнаружили тело дяди Сабо, а затем получили заключение от фельдшера, согласно которому покойный умер от последствий пьянства. На допросе Сабо то признавала свою вину, то отрицала. По случайности Фазекаш сама попалась в руки полиции, пытаясь предупредить местных жительниц не разговаривать с полицейскими. В ночь задержания Барток обнаружил Фазекаш с сообщницами, которые меняли местами надгробия, чтобы были эксгумированы трупы без следов отравления. Проследив все действия, Барток вызвал подмогу и арестовал Фазекаш и её сообщниц.
Десятки трупов были эксгумированы с местного кладбища и изучены врачами из Сольнока. Во время следствия были арестованы 80 женщин и двое мужчин; обвинения предъявили 34 женщинам и одному мужчине. Перед судом предстали 28 человек, в том числе и Фазекаш (Олах). В итоге судебные процессы завершились вынесением шести смертных приговоров (трое были повешены, приговоры трём другим были изменены: один был оправдан, а двум другим наказание было заменено на пожизненное заключение), ещё восемь человек получили пожизненное заключение, а остальные — от 5 до 10 лет. Были повешены Сабо и Палинка, которые совершали преступления из корысти, убив родителей, двух братьев, жену одного из братьев, свою тётю и своего мужа, чтобы присвоить себе дом с участком земли. Они сперва вызывали у жертвы конвульсии небольшим количеством яда, а затем подавали отраву под видом лекарства. Сама Дюлане Фазекаш не была привлечена к суду: она покончила с собой утром 19 июля 1929 года, когда увидела жандармов, направлявшихся к ее дому, чтобы арестовать её, а в свидетельстве о смерти было указано, что это произошло «от отравления щёлоком».